# Johann Vierdanck
Johann Vierdanck est un compositeur, violoniste et cornetiste allemand, né près de Dresde en 1605 et enterré à Stralsund le 1er avril 1646.

## Biographie
Johann Vierdanck est né dans une famille de musiciens. En 1615 il entre  comme chanteur dans la chapelle de la cour de Dresde ou il fut élève de Heinrich Schütz et de William Brade. Ses œuvres instrumentales furent influencées par le violoniste italien Carlo Farina, également actif à la cour de Dresden. Après des séjours à Copenhague et Lübeck, Vierdanck occupe le poste d'organiste à Stralsund de 1635 jusqu'à sa mort.

## Œuvres

### Instrumental
- Erster Theil Newer Pavanen, Gagliarden, Balletten vnd Correnten m. 2 V. u. einem Violon nebenst dem Bc. (Greifswald, 1637)
- Ander Theil darinnen begriffen etliche Capricci, Canzoni vnd Sonaten mit 2. 3. 4. und 5. Instrumenten ohne und mit dem Basso Continuo (Greifswald, 1641)

### Vocal
- Erster Theil Geistlichen Concerten für 2 - 4 St. und B.c. (Greifswald, 1641/43)
- Ander Theil Geistlicher Concerten mit 3. 4. 5. 6. 7. 8. vnd 9. St. nebenst einem gedoppelten B.c. (Rostok, 1643)

- Cantate : Der Herr hat seinen Engeln befohlen
- Cantate : Ich freue mich im Herrn  (Greifswald, 1643)
- Cantate : Stehe auf, meine Freundin
- 1 Motet pour quatre voix et B.c. (1641)